# Irwin (Pensilvania)
Irwin es un borough ubicado en el condado de Westmoreland en el estado estadounidense de Pensilvania. En el año 2000 tenía una población de 4366 habitantes y una densidad poblacional de 1,910 personas por km².

## Geografía
Irwin se encuentra ubicado en las coordenadas 40°19′40″N 79°42′11″O / 40.32778, -79.70306.

## Demografía
Según la Oficina del Censo en 2000 los ingresos medios por hogar en la localidad eran de $32 758 y los ingresos medios por familia eran $41 947. Los hombres tenían unos ingresos medios de $31 901 frente a los $23 519 para las mujeres. La renta per cápita para la localidad era de $18 722. Alrededor del 8,8 % de la población estaba por debajo del umbral de pobreza.